# Beatriz Chivite
Beatriz Chivite Ezkieta (Pamplona, 16 de marzo de 1991- ) es una escritora española. Estudió Filología China e Historia del Arte Oriental en Londres. Desde 2017 trabaja como gestora cultural en la Embajada de España en Yakarta.

## Biografía
Es hija de los escritores navarros Fernando Chivite e Isabel Ezkieta.

### Estudios y trabajos
Nacida en Pamplona, tras cursar la educación básica en Burlada, estudió Bachillerato Internacional en Duino (Italia) mediante una beca del United World Colleges (2007-2009). Cuando terminó sus estudios, trabajó en un internado escolar en Nepal durante un año como voluntaria.
En 2010 comenzó a estudiar Filología China e Historia del Arte Oriental en la Escuela de Estudios Orientales y Africanos (SOAS) de la Universidad de Londres y cursó su segundo año en Pekín.
Mediante una beca de La Caixa, realizó el máster de Estudios Culturales y Literarios en la Universidad de Hong Kong (2015-2016), y en 2016, con su trabajo de fin de máster, recibió el Premio Esther MK Cheung Memorial Prize for Postgraduate Students.
Ha trabajado en diferentes puestos tales como comisaria de una exposición en Hong Kong, mediadora cultural en La Biennale de Venecia, asistente-coordinadora de pasantía en el Museo Peggy Guggenheim de Venecia, o profesora de inglés en el CNAI del Gobierno de Navarra y realizado prácticas en el Museo de Victoria y Alberto de Londres y en el departamento de subastas Christie’s de Londres entre otros.

### Carrera literaria
Tomando como punto de partida la experiencia vivida en China, escribió su primer libro de poemas: Pekineko kea (2017, Pamiela). En 2014 ganó el XXV Concurso de Poesía Ernestina Champourcin con el libro de poemas Metro (2014, Diputación Foral de Álava). Con este último, en 2015, Chivite también ganó el Premio Lauaxeta de Poesía de la Diputación Foral de Vizcaya. En 2016 fue traducida al castellano por Papeles Mínimos.
En 2016 recibió el Galardón Joven del Gobierno de Navarra y ganó el Concurso de Poesía Blas de Otero del Ayuntamiento de Bilbao por Biennale (2017, Erein).
En 2017 ha realizado en Maribor (Eslovenia) la estancia de creación "Other words", promovida por Donostia Kultura y Donostia 2016, con un proyecto poético sobre fronteras y migraciones.
En 2019 ha vuelto a Europa y reside en Londres.

## Obra
- Galdutako ispiluak. (2007)
- Metro (2014, Diputación Foral de Álava). Traducido al castellano como: Metro (2016, Papeles Mínimos).
- Biennale (2017, Erein).
- Pekineko kea (2017, Pamiela).
- Mugi/atu (2019, Pamiela)
- "The Blue Line" (2021, Francis Boutle Publishers)
- En las Ciudades / Nas cidades / Hirietan (2020, Papeles Mínimos)
- "Zeozer gaizki doa" (2023, Pamiela)
- "Oroi garen oro" (2025, Pamiela)

## Premios y reconocimiento
- Premio de Narración en el concurso para nuevos autores del Ayuntamiento de Pamplona, 2007, por Galdutako ispiluak
- Concurso de Poesía 2012, organizado por el Ayuntamiento de Pamplona, por Pekineko kea.[15]
- XXV Concurso de Poesía Ernestina Champourcin de la Diputación Foral de Álava, 2014, por Metro.
- Premio Lauaxeta de Poesía de la Diputación Foral de Vizcaya, 2015, por Metro.
- Galardón Joven del Gobierno de Navarra, 2016.
- Concurso de Poesía Blas de Otero del Ayuntamiento de Bilbao, 2016, por Biennale.